# Kubak Belarusi 2019-2020
La Coppa di Bielorussia 2019-2020 (in bielorusso Кубак Беларусі, Kubak Belarusi) è stata la 29ª edizione del torneo, iniziata il 22 maggio 2019 e terminata il 24 maggio 2020.
Il BATĖ Borisov ha vinto il torneo per la quarta volta nella sua storia.

## Primo turno
| Squadra 1            | Risultato       | Squadra 2              |
| -------------------- | --------------- | ---------------------- |
| 22 maggio 2019       |                 |                        |
| Servolyuks           | 2 - 6           | Ivatsevichi            |
| Montazhnik           | 3 - 1           | DYuSSh-3 Pinsk         |
| Detskosel'skiy       | 1 - 1 (6-7 dtr) | SMI Autotrans          |
| PK Imya Kremko       | 2 - 1           | Energosbyt-BSATU       |
| DYuSSh PinskiY Rayon | 1 - 3           | Zabudova Maladzečna    |
| Feniks               | 0 - 5           | Viktoria Maryina Gorka |

## Secondo turno
| Squadra 1              | Risultato       | Squadra 2           |
| ---------------------- | --------------- | ------------------- |
| 12 giugno 2019         |                 |                     |
| Viktoria Maryina Gorka | 2 - 3           | Sputnik             |
| Montazhnik             | 0 - 1           | Naftan              |
| Ivatsevichi            | 2 - 3 (dts)     | Ruh Brest           |
| YuA-Stroy-DYuSSh       | 0 - 3           | Krumkačy Minsk      |
| Oshmyany               | 2 - 1           | Chimik Svetlahorsk  |
| Asipovičy              | 0 - 1           | Smaljavičy          |
| Zabudova Maladzečna    | 1 - 3           | Lida                |
| SMI Autotrans          | 0 - 6           | Smarhon'            |
| Maladzečna             | 0 - 5           | Arsenal Dzyarzhynsk |
| Horki                  | 0 - 3           | Volna Pinsk         |
| PK Imya Kremko         | 0 - 2           | Slonim-2017         |
| Klečask Kleck          | 2 - 2 (5-3 dtr) | Orša                |
| Nëman-Ahra Stoŭbcy     | 1 - 2           | Baranavičy          |
| Uzda                   | 1 - 2           | Belšyna             |

## Terzo turno
| Squadra 1           | Risultato       | Squadra 2           |
| ------------------- | --------------- | ------------------- |
| 26 giugno 2019      |                 |                     |
| Slonim-2017         | 1 - 3           | Vicebsk             |
| Smaljavičy          | 0 - 2           | Šachcër Salihorsk   |
| Sputnik             | 2 - 5           | BATĖ Borisov        |
| Hranit Mikašėvičy   | 0 - 2           | Dinamo Minsk        |
| 24 luglio 2019      |                 |                     |
| Baranavičy          | 1 - 7           | Tarpeda-BelAZ       |
| Naftan              | 2 - 1 (dts)     | Nëman               |
| 27 luglio 2019      |                 |                     |
| Smarhon'            | 1 - 4           | Homel'              |
| Ljakamatyŭ Homel'   | 3 - 0           | Haradzeja           |
| Krumkačy Minsk      | 1 - 3 (dts)     | Slavija-Mazyr       |
| Volna Pinsk         | 1 - 3           | Dnjapro Mahilëŭ     |
| Ruh Brest           | 0 - 1           | Dinamo Brėst        |
| 28 luglio 2019      |                 |                     |
| Arsenal Dzyarzhynsk | 0 - 6           | Ėnerhetyk-BDU Minsk |
| Oshmyany            | 1 - 3           | Islač               |
| Belšyna             | 1 - 3           | Minsk               |
| Lida                | 3 - 3 (2-3 dtr) | Sluck               |
| Klečask Kleck       | 2 - 7           | Tarpeda Minsk       |

## Ottavi di finale
| Squadra 1           | Risultato   | Squadra 2         |
| ------------------- | ----------- | ----------------- |
| 3 agosto 2019       |             |                   |
| Ėnerhetyk-BDU Minsk | 2 - 3       | Islač             |
| Dinamo Minsk        | 3 - 1 (dts) | Homel'            |
| BATĖ Borisov        | 8 - 1       | Tarpeda Minsk     |
| Dinamo Brėst        | 3 - 1       | Minsk             |
| 4 agosto 2019       |             |                   |
| Naftan              | 1 - 4       | Tarpeda-BelAZ     |
| Dnjapro Mahilëŭ     | 2 - 1       | Sluck             |
| Slavija-Mazyr       | 3 - 1       | Vicebsk           |
| Ljakamatyŭ Homel'   | 1 - 2       | Šachcër Salihorsk |

## Quarti di finale
| Squadra 1                     | Totale          | Squadra 2         | Andata | Ritorno     |
| ----------------------------- | --------------- | ----------------- | ------ | ----------- |
| 9 marzo 2020 / 14 marzo 2020  |                 |                   |        |             |
| Dnjapro Mahilëŭ               | 0 - 6           | Slavija-Mazyr     | 0 - 3  | 0 - 3       |
| Tarpeda-BelAZ                 | 0 - 3           | Šachcër Salihorsk | 0 - 1  | 0 - 2       |
| Dinamo Minsk                  | 3 - 5           | BATĖ Borisov      | 1 - 2  | 2 - 3       |
| 10 marzo 2020 / 15 marzo 2020 |                 |                   |        |             |
| Dinamo Brėst                  | 0 - 0 (5-3 dtr) | Islač             | 0 - 0  | 0 - 0 (dts) |

## Semifinali
| Squadra 1                      | Totale      | Squadra 2         | Andata | Ritorno |
| ------------------------------ | ----------- | ----------------- | ------ | ------- |
| 8 aprile 2020 / 29 aprile 2020 |             |                   |        |         |
| Dinamo Brėst                   | 4 – 4 (gfc) | Šachcër Salihorsk | 2 – 0  | 2 – 4   |
| Slavija-Mazyr                  | 1 – 2       | BATĖ Borisov      | 1 – 0  | 0 – 2   |

## Finale
| Arbitro: | Kurgcheli |

|               |           |  |
| Volkaŭ 120+1’ | Marcatori |  |